# Well-Intended Love
Well-Intended Love est un drama chinois diffusé à partir de janvier 2019 sur Sohu puis sur Netflix la même année. Les acteurs principaux sont Wang Shuang et Kaicheng Xu.

## Synopsis
Xia Lin est une actrice chinoise, avide de popularité, qui rencontre des difficultés à se faire connaître. Un jour, elle découvre qu'elle est atteinte d'une leucémie. La seule solution qui s'offre à elle est de recevoir une greffe de moelle osseuse le plus rapidement possible, pour pouvoir accomplir son rêve de devenir une actrice connue. Désemparée et démunie, elle accepte de conclure un étonnant marché avec un riche homme d'affaires, Lin Yizhou : celui de signer un contrat de mariage secret avec ce dernier, en échange de se faire soigner. Quel avenir attend la jeune Xia Lin, en acceptant cette proposition d'un véritable inconnu ?  

## Distribution
- Wang Shuang : Xia Lin
- Xu Kaicheng : Ling Yi Zhou
- Ian Yi : Chu Yan
- Liu Jia Xi : Jia Fei
- Huang Qian Shuo : Wen Li

## Diffusion
Well-Intended Love a été diffusé pour la première fois le 17 janvier 2019 sur Sohu. La série est aussi disponible sur Netflix.
Une seconde saison est sortie en 2020. L'histoire se déroule dans un univers parallèle où Xia Lin s'apprête à rencontrer Ling Yizhou dans un gala.